# Cysteodemus
 (juillet 2020).
Genre
Cysteodemus est un genre d'insectes coléoptères de la famille des Meloidae.

## Liste d'espèces
Selon ITIS (25 juillet 2020) :
- Cysteodemus armatus LeConte, 1851
- Cysteodemus wislizeni LeConte, 1851